# Врангель Андрій Іванович
Барон Андрій Іванович Врангель (швед. Heinrich Johann Friherre Wrangel af Adinal) (9 грудня 1736 — 23 травня 1813) — російський військовий та державний діяч, генерал-поручик (1790), таємний радник (1797), правитель Ревельського намісництва (1786—1796).

## Біографія
Балтійський німець з роду Врангелів будинку Addinal — син Нільса Йоганна фон Врангеля (1709—1778), онук Карла Генріха Врангеля (1681—1755).
Народився 9 грудня 1736 року.
Із 1753 року перебував на військовій службі; по закінченні Сухопутного шляхетного корпусу в Санкт-Петербурзі вступив на службу в 1755 році і брав участь офіцером (з 1757) у Семирічній війні.
Російсько-турецьку війну почав капітаном Курінського піхотного полку (1769), потім — Низівського полку, де став майором.
За відзнаку в кампанії 1771 року нагороджений орденом св. Георгія 4-го ступеня (30.07.1773), з 1771 року — підполковник.
Полковник із 1777 року; з 22.09.1779 по 01.04.1783 — командир Кексгольмського Імператора Австрійського лейб-гвардії полку, з 1782 року — бригадир.
У 1783—1786 роках — поручик правителя (віце-губернатор) Ревельського намісництва.
Із 23.10.1786 по 28.11.1796 роки — правитель цього намісництва, аж до перетворення його в Естляндську губернію.
У 1791 році був нагороджений орденом св. Володимира 2-го ступеня.

## Родина
А. І. Врангель був одружений (з 4.5.1778) на Якобіні Августі Єлизаветі фон Левенштерн (Jakobine Auguste Elisabeth von Löwenstern; 1756—1818), від якої у нього було 12 дітей (двоє померли немовлятами):
- Георг Карл Генріх (28.07.1779—1809) — ротмістр;
- Дітріх Рейнгольд (16.07.1780—28.09.1859) — лейтенант;
- Юлія (21.09.1781—28.03.1862) — дружина генерал-майора Вільгельма фон Блау;
- Карл Йоганн (24.06.1782—10.05.1865) — офіцер;
- Отто Вільгельм (19.02.1785—23.01.1822) — підполковник Ревельського мушкетерського полку;
- Нільс Людвіг (Врангель Людвіг Андрійович; 18.05.1786—24.08.1847) — Волинський таМогильовський віце-губернатор, кавалер ордена «Pour le Mérite» (13-18 жовтня 1814),
- Пауль Герман Валентин (19.08.1787—?)
- Олександр (30.11.1790—1845) — оберст-лейтенант, поліцмейстер у Вільно; був учасником Бородінської битви;
- Август Готтард (06.08.1795—?) — офіцер; також брав участь в Бородінській битві;
- Фрідеріке — дружина інженер-генерала Вільгельма фон дер Вейде.